# Rali Transibérico 2009

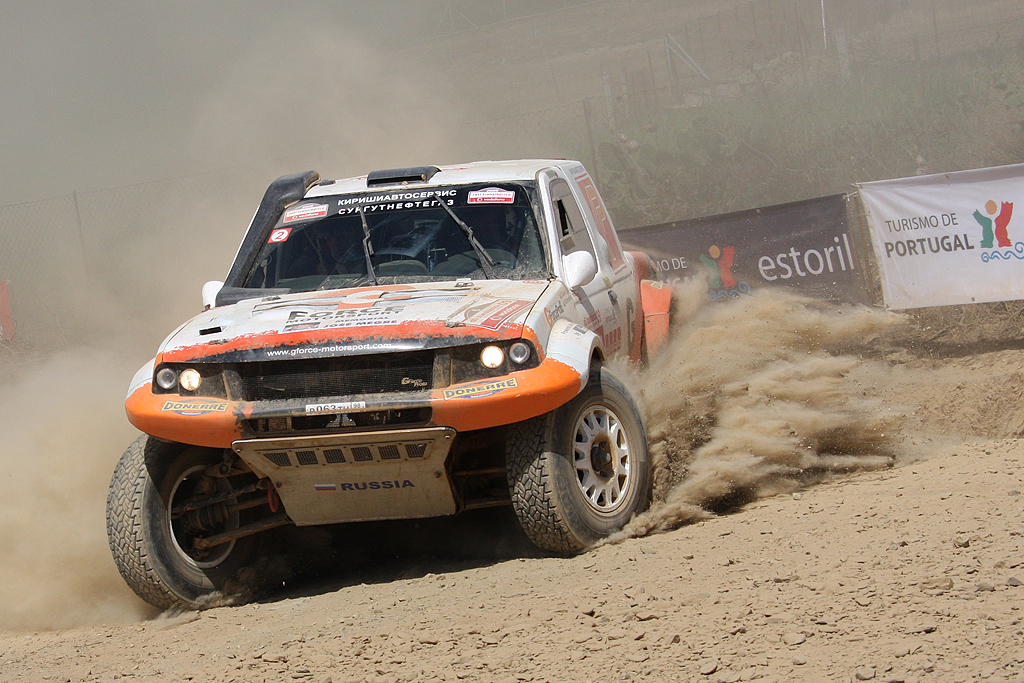
Boris Gadasin podczas Rali Transibérico 2009

Rali Transibérico 2009 (port. Rali Vodafone Transibérico 2009) – 5. edycja rajdu terenowego Rali Transibérico oraz 3. i ostatnia runda Pucharu Świata FIA cross-country w rajdach terenowych 2009, która rozpoczęła się 17 czerwca a zakończyła 21 czerwca. Rajd prowadził przez Portugalię (start i meta miały miejsce w miejscowości Estoril) oraz zahaczał o Hiszpanię (Mérida). Łączna trasa wszystkich czterech etapów liczyła ok. 1390 km. Zwycięzcą rajdu został Guerlain Chicherit z pilotką Tiną Thörner, który wygrywając ten rajd, sięgnął również po Puchar Świata FIA w rajdach terenowych.

## Rezultaty

### Etap 1:Estoril–Castelo Branco(2×250 km)

#### OS 1
| Miejsce | Kierowca / pilot                | Czas           |
| ------- | ------------------------------- | -------------- |
| 1       | Nani Roma / Michel Perin        | 02:14:00 godz. |
| 2       | Filipe Campos / Jaime Baptista  | +00:00:02 sek. |
| 3       | Miguel Barbosa / Miguel Ramalho | +00:01:09 min. |

#### OS 2
| Miejsce | Kierowca / pilot                     | Czas           |
| ------- | ------------------------------------ | -------------- |
| 1       | Filipe Campos / Jaime Baptista       | 02:16:18 godz. |
| 2       | Guerlain Chicherit / Tina Thörner    | +00:03:28 min. |
| 3       | Nicolas Misslin / Jean-Michel Polato | +00:05:56 min. |

### Etap 2:Castelo Branco–Mérida(2×150 km)

#### OS 3
| Miejsce | Kierowca / pilot                  | Czas           |
| ------- | --------------------------------- | -------------- |
| 1       | Filipe Campos / Jaime Baptista    | 02:00:25 godz. |
| 2       | Guerlain Chicherit / Tina Thörner | +00:01:01 min. |
| 3       | Carlos Sousa / Andreas Schulz     | +00:01:26 min. |

#### OS 4
| Miejsce | Kierowca / pilot                  | Czas           |
| ------- | --------------------------------- | -------------- |
| 1       | Guerlain Chicherit / Tina Thörner | 02:00:33 godz. |
| 2       | Nani Roma / Michel Perin          | +00:00:22 sek. |
| 3       | Filipe Campos / Jaime Baptista    | +00:00:30 sek. |

### Etap 3:Mérida–Beja(2×200 km)

#### OS 5
| Miejsce | Kierowca / pilot                  | Czas           |
| ------- | --------------------------------- | -------------- |
| 1       | Nani Roma / Michel Perin          | 02:28:42 godz. |
| 2       | Guerlain Chicherit / Tina Thörner | +00:01:36 min. |
| 3       | Miguel Barbosa / Miguel Ramalho   | +00:04:47 min. |

#### OS 6
| Miejsce | Kierowca / pilot                           | Czas           |
| ------- | ------------------------------------------ | -------------- |
| 1       | Guerlain Chicherit / Tina Thörner          | 02:28:48 godz. |
| 2       | Nicolas Misslin / Jean Michel Polato       | +00:05:17 min. |
| 3       | Aleksander Mironienko / Siergiej Lebiediew | +00:13:36 min. |

### Etap 4:Beja–Estoril(2×180 km)

#### OS 7
| Miejsce | Kierowca / pilot               | Czas           |
| ------- | ------------------------------ | -------------- |
| 1       | Carlos Sousa / Andreas Schulz  | 01:48:21 godz. |
| 2       | Nani Roma / Michel Perin       | +00:00:45 sek. |
| 3       | Filipe Campos / Jaime Baptista | +00:02:28 min. |

#### OS 8
| Miejsce | Kierowca / pilot                     | Czas           |
| ------- | ------------------------------------ | -------------- |
| 1       | Filipe Campos / Jaime Baptista       | 01:42:18 godz. |
| 2       | Carlos Sousa / Andreas Schulz        | +00:01:44 min. |
| 3       | Nicolas Misslin / Jean Michel Polato | +00:03:35 min. |

## Klasyfikacja końcowa Rali Transibérico 2009
| Miejsce | Kierowca / pilot                           | Czas            |
| ------- | ------------------------------------------ | --------------- |
| 1       | Guerlain Chicherit / Tina Thörner          | 15:11:08 godz.  |
| 2       | Helder Oliveira / Filipe Palmeiro          | +01:16:27 godz. |
| 3       | Bernardo Moniz da Maia / Joana Sotto-Mayor | +01:32:14 godz. |